# Daniel Toribio Aquino Antúnez
Daniel Toribio Aquino Antúnez (Chajari, província d'Entre Ríos, Argentina, 9 de juny de 1965) és un futbolista argentí, ja retirat, que jugava com a davanter.

## Trajectòria
Aquino va debutar en la competició del seu país als 20 anys, a les files del Banfield, on hi va estar quatre campanyes. La seua bona tasca feu que Europa es fixara en ell, tot i que va arribar a un club menor, el Reial Múrcia.
El 1991 s'incorpora a les files de l'Albacete Balompié, un conjunt que acabava de debutar a la primera divisió espanyola. Eixa temporada hi juga 21 partits i marca 3 gols. Només està un any abans de tornar a la categoria d'argent, aquesta vegada al Mérida. La temporada següent fitxa pel Reial Betis, amb el qual hi ascendeix de nou a Primera.
La 94/95 és la seua segona campanya a la màxima categoria, i Aquino millora els nombres: 29 partits i 7 gols, en un Betis que queda tercer de la taula. Tot i així, l'argentí abandona el club sevillà i passa al Rayo Vallecano. Amb els de Vallecas marca fins a 14 gols, sent titular, però no pot evitar el descens a Segona Divisió.
Després d'un any en blanc, al 97 retorna al Real Murcia, on està tres anys, quan fitxa per altres clubs menors de la regió, el Llorca primer i el Relesa Las Palas després. En aquest darrer penja les botes, el 2002.

## Anecdotari
- Rebia el malnom d'El Toro.
- El seu fill, Daniel, també és futbolista i ha debutat amb les categories inferiors de la selecció espanyola de futbol.